# Faculdade de Teologia Umbandista
A Faculdade de Teologia Umbandista é uma instituição de nível superior fundada pelo Francisco Rivas Neto em 2003 e mantida pela Ordem Iniciática do Cruzeiro Divino. Seu funcionamento se deu de 2003 a 2016 e, nesse tempo, promoveu congressos nacionais e internacionais e cursos de graduação, pós-graduação e extensão universitária, sendo reconhecida pelo MEC, de modo que até hoje foi a primeira e única instituição de ensino superior no âmbito das Religiões Afro-brasileiras.

## Histórico
Historicamente, a teologia sempre foi associada ao catolicismo, porém esse cenário começou a mudar com estudos sobre as religiões afro-brasileiras promovidos por pesquisadores como Bastide, Verger, Nina Rodrigues até sociólogos recentes como Prandi, Ferretti, Assunção, entre outros. No entanto, a primeira instituição de ensino superior no âmbito da teologia afro-brasileira surgiu com a Faculdade de Teologia Umbandista - FTU, fundada em 2003 por F. Rivas Neto, tendo sido reconhecida pelo MEC.
Sua fundação e funcionamento deve-se à Ordem Iniciática do Cruzeiro Divino, mantenedora, instituição religiosa sem fins lucrativos composta por Casas dos três grandes núcleos das religiões afro-brasileiras, quis sejam: candomblés, encantarias e umbandas. Assim, com a vivência e experiência nas escolas desses núcleos, que F. Rivas Neto aliou os saberes acadêmico e religiosos das religiões afro-brasileiras, culminando na FTU, sediada lado a lado com uma das casas da OICD, à Avenida Santa Catarina, 400.
Funcionou de 2003 a 2016 e, sendo a primeira instituição de nível superior a formar teólogos e teólogas no âmbito das religiões afro-brasileiras. Assim, as pesquisas realizadas na Instituição culminaram em publicações realizadas em parceria com a Arché Editora, a saber:

### Livros publicados pela FTU em parceria com a Arché Editora
- A ética como extensão do diálogo, de João Luiz Carneiro (2012)
- Da minha folha: múltiplos olhares sobre as religiões afro-brasileiras, organizado por Luiz Assunção (2012)
- Escolas das religiões afro-brasileiras: tradição oral e diversidade, de F. Rivas Neto (2012)
- Afinal, o que é macumba?, de Michele Soares (2013)
- Umbanda e teologia da felicidade, de Fernanda Ribeiro (2013)
- O mito de origem, de Maria Elise Rivas (2013)
- Teologia afro-brasileiras, organizado por Irene Dias de Oliveira, Maria Elise Rivas e Érica Jorge (2014)
- Teologia da tradição oral, de F. Rivas Neto, Maria Elise Rivas e João Luiz Carneiro (2014)
- Teologia do ori-bará, de F. Rivas Neto (2015)
- Exu e pombagira, organizado por F. Rivas Neto (2015)
- Teologia usa saias?, de Maria Elise Rivas (2017)

Além das publicações, organizou congressos nacionais e internacionais, dos quais participaram pesquisadores de todo o país, bem como estrangeiros.

## Lista de Referências
1. ↑  CARDOSO, Rodrigo (21 de novembro de 2007). «Dr. Pai de Santo». IstoÉ. Consultado em 27 de julho de 2018
2. 1 2  Imprensa Nacional. Casa Civil da Presidência da República. (17 de abril de 2013). «PORTARIA Nº 163, DE 16 DE ABRIL DE 2013.». Diário Oficial da União. Consultado em 27 de julho de 2018
3. ↑  CONSTANTINO, Luciana; JUNQUEIRA, Caio (21 de outubro de 2007). «Primeira faculdade de umbanda abre inscrições para vestibular». Folha de S.Paulo. Consultado em 27 de julho de 2018
4. ↑  Ioco, Patricia (27 de setembro de 2011). «IV Congresso Brasileiro de Umbanda do Século XXI». Jornal GGN. Consultado em 27 de julho de 2018